# Guiler-sur-Goyen
Guiler-sur-Goyen (bretonisch Gwiler-Kerne) ist eine französische Gemeinde mit 521 Einwohnern (Stand 1. Januar 2022) im Département Finistère.

## Lage
Der Ort befindet sich im Südwesten der Bretagne nahe der Atlantikküste bei Douarnenez. Quimper liegt 19 Kilometer östlich, Brest 42 Kilometer nördlich und Paris etwa 500 Kilometer östlich (Angaben in Luftlinie). Guiler-sur-Goyen liegt, wie schon der Name sagt, im Tal des Flusses Goyen.

## Verkehr
Bei Quimper befinden sich die nächsten Abfahrten an der Schnellstraße E 60 (Brest-Nantes) und ein Regionalbahnhof an der überwiegend parallel verlaufenden Bahnlinie.
Der Bahnhof von Brest ist Endpunkt des TGV Atlantique nach Paris und die Flughäfen Aéroport de Brest Bretagne nahe Brest und Aéroport de Lorient Bretagne Sud bei Lorient sind die nächsten Regionalflughäfen.

## Bevölkerungsentwicklung
| Jahr                       | 1962 | 1968 | 1975 | 1982 | 1990 | 1999 | 2007 | 2017 |
| Einwohner                  | 533  | 508  | 414  | 377  | 412  | 413  | 444  | 529  |
| Quellen: Cassini und INSEE |      |      |      |      |      |      |      |      |